# Hymenochaete barbata
Hymenochaete barbata är en svampart som beskrevs av Massee 1890. Hymenochaete barbata ingår i släktet Hymenochaete och familjen Hymenochaetaceae.   Inga underarter finns listade i Catalogue of Life.